# 75829 Alyea
75829 Alyea è un asteroide della fascia principale. Scoperto nel 2000, presenta un'orbita caratterizzata da un semiasse maggiore pari a 2,5360460 UA e da un'eccentricità di 0,2510968, inclinata di 2,63884° rispetto all'eclittica.